# Parafia św. Antoniego Padewskiego w Międzyrzecu Koreckim

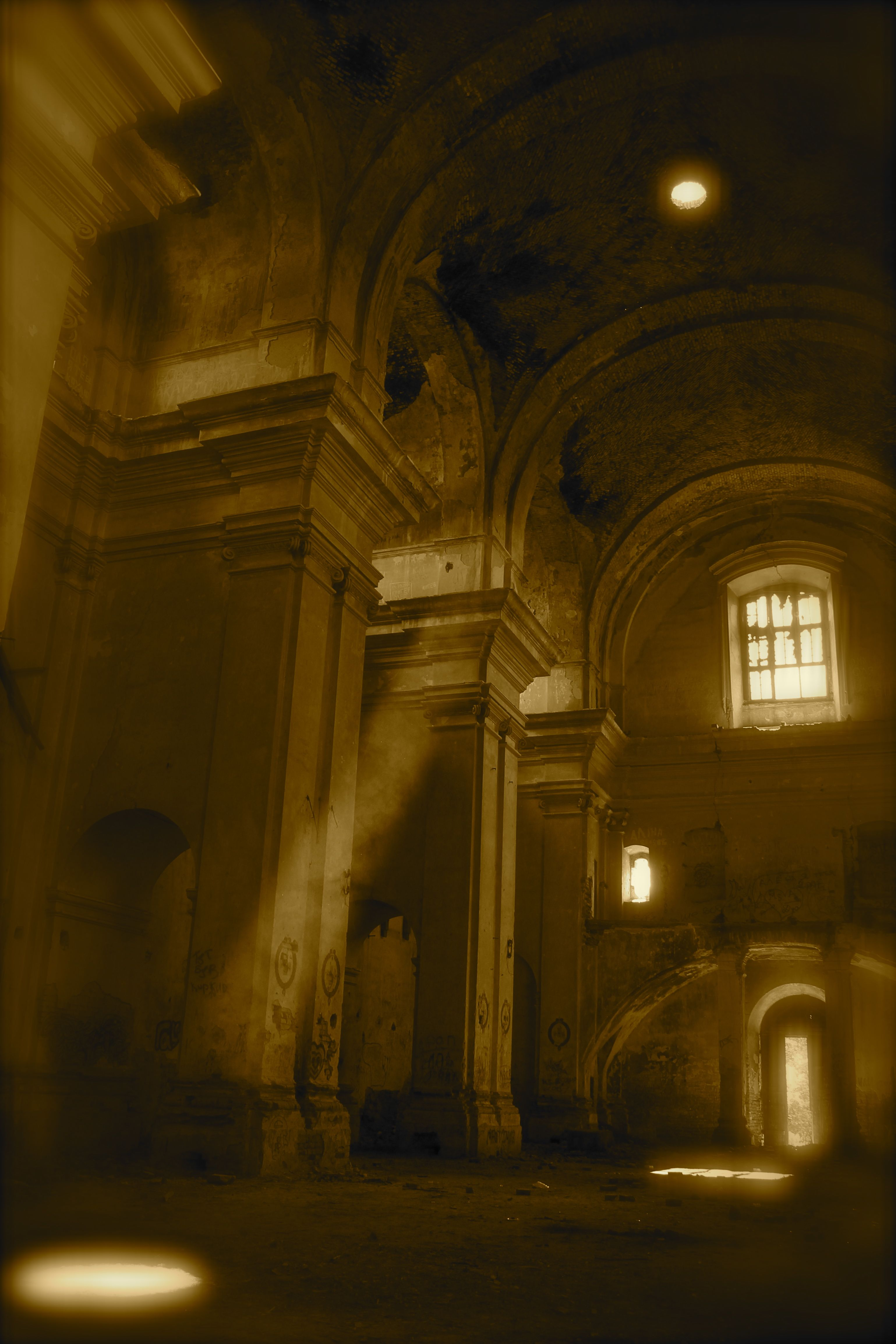
Wnętrze kościoła parafialnego w stanie współczesnym

Parafia św. Antoniego Padewskiego w Międzyrzecu Koreckim – historyczna rzymskokatolicka parafia znajdująca się w diecezji łuckiej w dekanacie korecki. Kościół parafialny znajdował się w Międzyrzecu Koreckim w gminie Międzyrzec, pow. rówieński, woj. wołyńskie. W miejscowościach Czudnica i Szczekiczyn znajdowały się kaplice.

## Zasięg parafii
Do parafii należą wierni z miejscowości: Międzyrzec, Andrusijów, Błudów, Bokszyn, Braniów, Charaług, Charucza Mała, Charucza Wielka, Daniczów, Długa Niwa, Dyweń, Horodyszcze, Janówka, Kołodziejówka, Kołowerta, Krasnosiele, Legionowo, Nowiny, Podlaski, Puzyrewo, Samostrzały, Stołpin, Sychy Róg, Szczekiczyn, Tartak?, Tołkacze, Wacławka, Worobiówka, Woronucha, Zastawie, Żelazne Pole?, Żeleźnica, Hoszcza, Czudnica, Niwka, Sapożyn, Siniów, Terentijów, Tudorów i Witków.

## Historia
Kościół parafialny został wzniesiony z fundacji Dominika Lubomirskiego w latach 1702-1725. W 1702 książę Dominik Lubomirski ufundował ponadto kolegium pijarskie, z którego kiedyś Międzyrzec słynął. W 1853 po kasacie klasztoru kościół przeszedł na własność parafii.
W 1938 parafia liczyła 2125 wiernych.
W 1939 dokonano podziału parafii erygując parafię w Hoszczy. Brak jest więcej informacji na jej temat, w tym, które miejscowości objęła. Kościół w Hoszczy był w budowie. Dziś jego mury są w ruinie.
Ostatnim proboszczem był ks. Jan Pają. Po II wojnie światowej parafia znalazła się w granicach ZSRR i przestała funkcjonować. Kościół parafialny jest obecnie w ruinie.